# Eucalyptus fergusonii
Eucalyptus fergusonii är en myrtenväxtart som beskrevs av Ralph Baker. Eucalyptus fergusonii ingår i släktet Eucalyptus och familjen myrtenväxter. Inga underarter finns listade i Catalogue of Life.